# キスマヨ
キスマヨ、キスマユ（Kismayo, Kismayu, ソマリ語: Kismaayo, アラビア語: كيسمايو, Kīsmāyū, イタリア語: Chisimaio）は、アフリカ大陸東部のソマリアの都市。ソマリアの首都モガディシュの南西528キロメートルの位置、ジュバ川の河口付近にある。ジュバランドと呼ばれる地域の商業中心都市。港湾都市で、バナナ・皮革などを輸出する。
キスマヨは、南方のスワヒリ文明と、北方のソマリ族による遊牧民族地域との境界に位置する。都市としてのキスマヨの歴史は比較的新しく、当時インド洋交易で富を得ていたザンジバル島のスルタンによって1872年に建設されたのが始まりである
2008年から2012年まではイスラーム武装勢力のアル・シャバブが支配していたが、現在はソマリア政府の支配下にある。

## 市の情況
2008年からキスマヨを支配していたアル・シャバブは、キスマヨの情勢を周囲にあまり公表していなかったため、現在の様子は詳しくは分からない。ここではそれまでの情勢を中心に述べる。

### 住民
ソマリ族が中心であるが、ソマリアの都市としては珍しく、バナディリ人、バントゥー系民族のソマリ・バントゥー、ブラワ人、バジュニ人、インド系など多種の民族が住む。

### 教育
キスマヨはソマリアでも大都市であり、教育機関は多い。地元の高校の他、2005年8月にはキスマヨ大学が設立されている。

### 経済

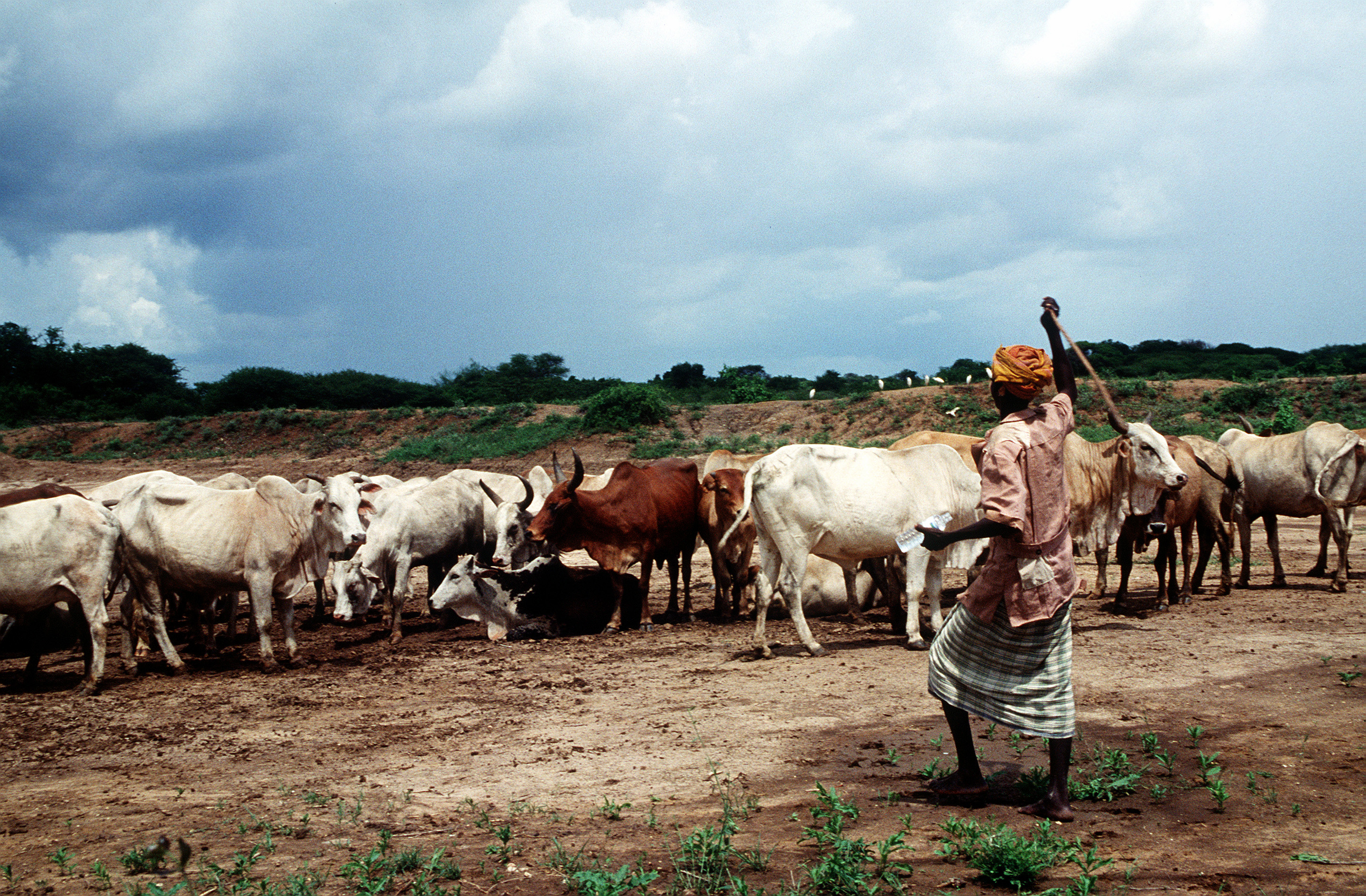
1993年、キスマヨでの放牧風景

内戦前には肉の缶詰工場、皮革工場、近代的な魚工場があった。しかし内戦により設備は被害をこうむっている。
2008年1月から10月にかけて、労働者1日辺りの賃金は52,000ソマリアシリング(SS)（2.2米ドル）から157,500SS（4.5米ドル）まで上がっているが、赤米1キログラムの価格も14,170SSから46,000SSまで上がっていると見積もられている。穀物生産量は7億8千万トンと見られている。

### 交通

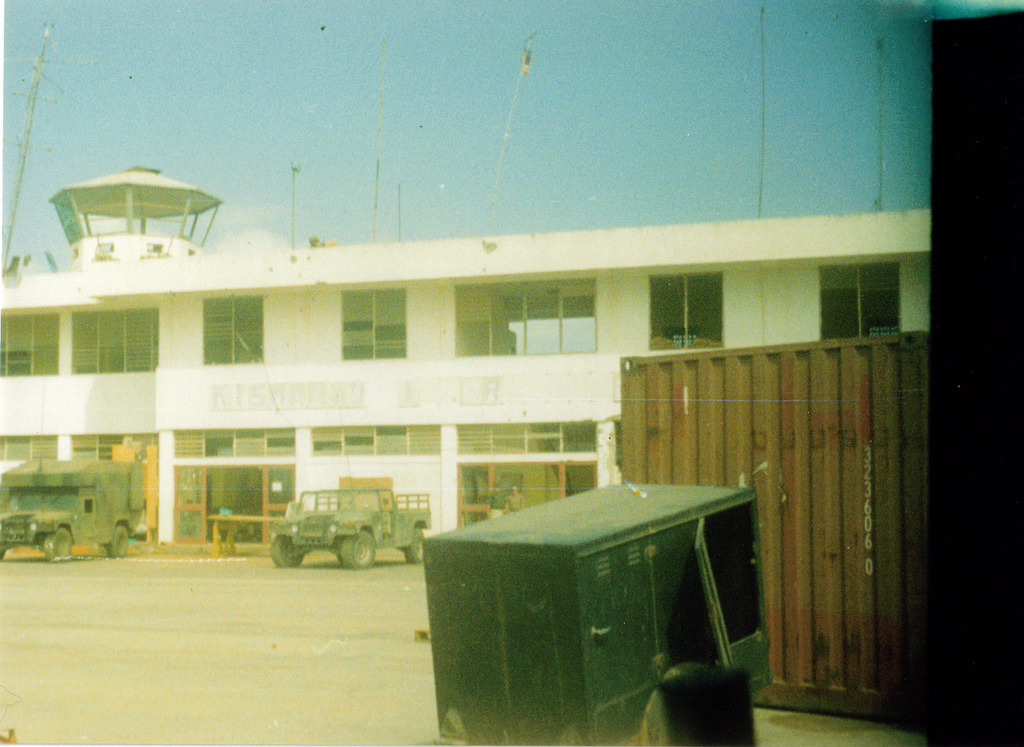
キスマヨ空港

キスマヨには都心部から10キロメートル離れた位置にキスマヨ空港がある。この空港は以前はソマリ空軍の訓練基地だった。内戦により設備の多くが破壊され、しばらくは閉鎖状態だった。しかし少しずつ整備が進み、2008年10月にイスラム法廷会議により再開された。同年、空港の名は16世紀にエチオピアと戦ったソマリアの英雄アフマド・イブン・イブリヒム・アル＝ガジーにちなんだものに改名されると発表されている。
キスマヨには半島部に大きなドックを有している。1964年にはバジュニ島にも港湾施設が作られ、その後に半島部と歩道でつながれた。港はソマリ海軍の基地として使われ、1969年のクーデターの後にはソビエト海軍の基地として用いられた。1984年にはアメリカ合衆国の援助を受けて港が改装されている。

## 気候
キスマヨはジュバ川の下流、ジュバ渓谷に位置し、美しい浜辺を持つ熱帯気候である。年を通して気温は高く、季節モンスーンが吹き、雨はまばらで旱魃になりやすい。雨季はグー（gu）と呼ばれ、4月から6月までである。雨季の雨は植物の育成に重要である。乾季はハガー（hagaa, xagaa）と呼ばれる。

## 歴史

### 中世、近世
キスマヨは古くは小さな漁村だった。
14世紀頃にソマリア中北部で成立したアジュラーン国は力が強く、キスマヨ周辺を影響下に置き、ジュバ川の水を利用して農業化を推し進めた。17世紀頃、アジュラーン国の力が衰えると、今日のモガディシュの辺りにゴブローン王国が起こってジュバ川流域を治めている。1840年にゴブローン王国とバルデラの間で戦争が起こり、ゴブローン王国が勝利したため、ゴブローン王国の影響が強まっている。
1836年から1861年にかけて、アラビア半島の強国オマーンがキスマヨの南方にある島ザンジバルに遷都を行い、ザンジバル・スルタン国を作った。ザンジバルは支配地域をジュバランドにまで広げ、1872年にキスマヨに都市を作った。一方、同じ19世紀後半にソマリ族のダロッド氏族の支族ハルティがキスマヨに移住を行っている。

### 近代
1890年11月7日、ザンジバルはイギリス帝国の保護国となり、1895年7月1日にはイギリス領東アフリカの一部となり、キスマヨのあるジュバランドもイギリス領となった。
第一次世界大戦の結果、ジュバランドはイタリアに譲られ、トランス・ジュバ（Oltre Giuba, Trans-Juba）と呼ばれる地域となった。1926年6月30日にイタリア領ソマリランドに組み込まれた。当時のジュバランドは8万7千平方キロメートル、人口12万だった。キスマヨはイタリア領ソマリランドで主要都市のひとつとなり、例えば1933年の神戸又新日報では播州織物の輸出先としてイタリア領ソマリランドでは唯一キスマヨが挙げられている。
イタリア領ソマリランドは第二次世界大戦中にイギリスの軍政下に置かれ、1950年にイタリア信託統治領ソマリアとなり、1960年にソマリアとして独立した。1960年代にはソマリアがアメリカと手を切るまで、アメリカの影響が強い都市だった。

### ソマリア内戦

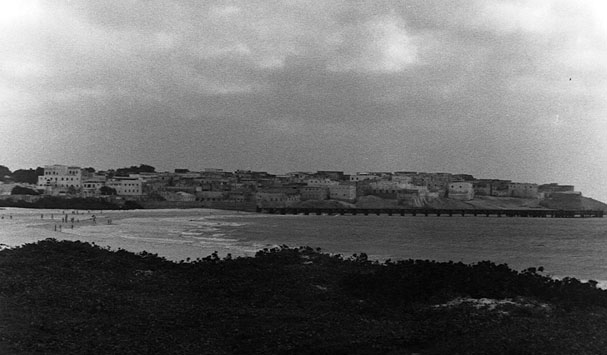
内戦直前のキスマヨ

ジュバランドは1991年から始まったソマリア内戦の影響が大きく、支配者がたびたび変わった。特に主な住民であるダロッド氏族の支族マレハンと、同じくダロッド氏族の支族ハルティの支族マジェーテーンの対立が深刻である。

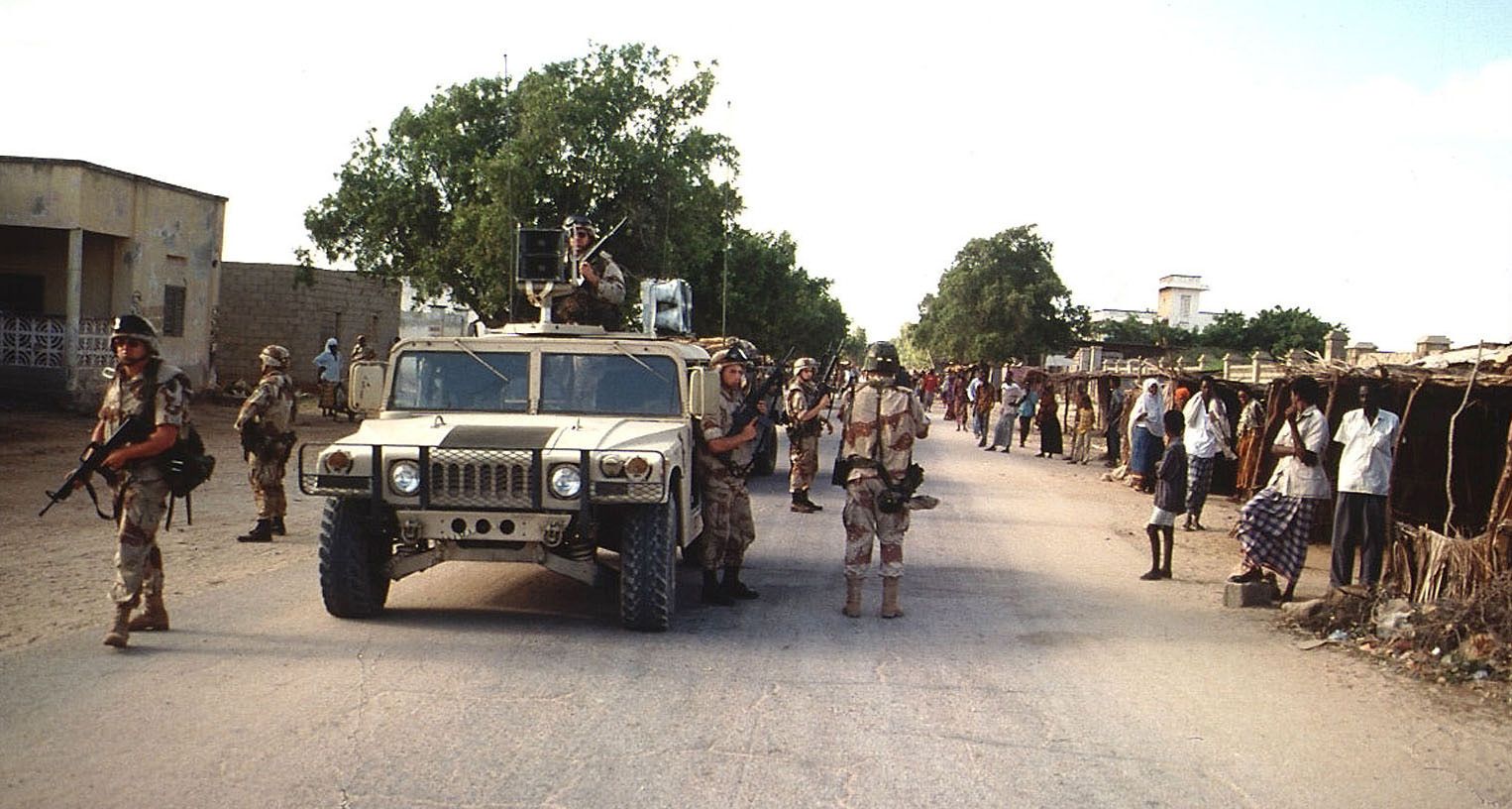
1993年、キスマヨのアメリカ軍

内戦直後はマジェーテーン出身のモハメド・サイド・ヘルシ・モルガン（通称モルガン）やソマリ愛国運動の影響が強かったが、1993年3月にアメリカ海兵隊が上陸し、第二次国際連合ソマリア活動の一環としてベルギー軍が支配する。しかし1993年12月にモルガンがキスマヨの支配権を取り戻し、1994年12月にこの地域から国連軍が完全撤退する。モルガンは1998年9月3日にジュバランドの独立を宣言する。
しかし翌1999年6月、マレハンなどが主体の軍閥連合ソマリ軍、後に改名してジュバ渓谷連合の支配下となる。ジュバ渓谷連合は2002年に南西ソマリアと名を変え、ハッサン暫定政権の統治権が及ばなかった。
2006年、イスラーム武装勢力イスラム法廷会議がソマリア南部で急速に力を拡大し、9月25日にはキスマヨを勢力下に置いた。その年末に隣国エチオピアがソマリア暫定連邦政府に手を貸しての反撃が始まり、2007年1月1日にソマリア暫定連邦政府がキスマヨを制圧している。
ただし暫定連邦政府内にも外国勢力であるエチオピアの軍事介入を好ましく無いと考える人も多く、エチオピアはソマリア南部を一旦制圧した後に軍を引き上げているため、その後もソマリア南部は安定しなかった。2007年4月には元々この地を支配していた氏族の一つマレハンがキスマヨを支配し、暫定連邦政府の支配下にあるとは言い難くなった。2008年6月にはソマリア沖の海賊の6大拠点の一つとしても挙げられている。

### アル・シャバブの支配
イスラム法廷会議はその後いくつかの勢力に分裂し、中でも若手が外国の過激グループと手を組んで作ったアル・シャバブ、次いで旧指導部が主体のヒズブル・イスラムが台頭した。両勢力は2008年5月にキスマヨ付近にまで迫り、キスマヨ地元勢力から、キスマヨ港の利益30%を提供させることに成功した。間もなくキスマヨ地元勢力とイスラーム武装勢力は対立がはっきりし、8月下旬にはアル・シャバブがキスマヨを占拠し、キスマヨはアル・シャバブ3名、ヒズブル・イスラム3名、地元勢力1名で支配されることになった。2009年8月になるとアル・シャバブとヒズブル・イスラムの対立が深刻となる。特にヒズブル・イスラムの幹部ハッサン・トゥルキーとの対立が激しく、アル・シャバブは10月にキスマヨの主要地区を占拠する。結局2010年初頭にトゥルキーがヒズブル・イスラムを離脱してアル・シャバブへの参加を表明し、キスマヨ情勢は一応安定した。
キスマヨは、アル・シャバブによる過激な政策でしばしば話題になっている。2008年9月には歴史的建造物であるキリスト教教会を破壊してモスクに建て替え、12月にはあるイスラーム教徒の墓をイスラーム的ではないとして破壊している。同じく12月には音楽を流していたのが好ましくないとして地元ラジオ局の一つを閉鎖させている。2009年12月にはAK-47を商品としたクイズ大会が開かれたことが日本でも大きく報じられている。2010年11月には少年少女に軍事訓練を施していると伝えられている。

### ソマリア政府の統治
2011年10月にはケニア軍のソマリア侵攻があり、交戦地帯となった。ソマリア政府もケニア軍の動きを支持し、アル・シャハブ側は徐々に劣勢となり、2012年9月29日にはキスマヨから完全撤退している。その後は多少混乱があったが、ソマリア政府軍のキスマヨ統治が確定した。そして、この方面を担当したソマリア政府側の軍閥ラスカンボニ軍の指導者マドベがキスマヨの政治指導者となった。
12月27日にキスマヨに政府要人が訪れ、ラスカンボニ軍指導者であり、キスマヨの政治指導者でもある、マドベらが応対している。ただしマドベは、今後はキスマヨを中心とするソマリア南部をジュバランドとして高度な自治地域にするよう要望しており、ソマリア中央と南部とで、再び亀裂が生じることも懸念されている。